# مركز ميلانيللو الرياضي
مركز ميلانيللو الرياضي (بالإيطالية: Centro Sportivo Milanello)‏  هو مركز تدريبات نادي إيه سي ميلان الإيطالي، تعد حاليا أفضل مركز تدريب كروي في العالم لما تحتويه من ملاعب ومباني وتجهيزات تقنية وطبية على أعلى مستوى ممكن مما يجعلها وجهه لكثير من الفرق الإيطالية والأوروبية والمنتخب الإيطالي بالتاكيد، وتلك أهم النقاط الخاصة بتلك القلعة الميلانية.
ترجع فكرة بناء مركز التدريب للرئيس السابق لنادي إي سي ميلان الإيطالي أندريا ريزولي في عام 1961. استمر العمل بالميلانيلو لعامين كاملين وافتتح المركز رسمياً في عام 1963. ويقع الميلانيلو على تلة مرتفعة 300 متر عن سطح الأرض وتبعد 50 كيلومتر عن مدينة ميلانو بالقرب من قرية فيراسي، ويمكن الوصول لها بسهولة عبر الطريق السريع. ويطل المركز الرئيسي على واحة خضراء مساحتها 160 كم مربع وتضم غابة للصنوبر وبحيرة صغيرة. بعد تولي الملياردير الإيطالي سيلفيو برلسكوني رئاسة نادي الميلان عام 1986 أولى اهتمام كبير بالميلانيلو وطورها كثيرا بما يتلائم والاحتياجات الجديدة حتى يوفر المناخ المميز والإمكانيات الكبيرة لنجوم ومدربي الفريق. واحتضن الميلانيلو المنتخب الإيطالي في مرات عدة كان أهمها الاستعداد لـ كأس أمم أوروبا أعوام 1988 و1996 و2000.

## المرافق والمبآني
- تضم الميلانيلو 6 ملاعب احدها مفتوح ومساحته 30X35 متر مربع واخر مغطى وتبلغ مساحته 42X24 متر مربع.[5]
- القفص هو أحد ملاعب الميلانيلو وهو صغير الحجم لكنه يمتاز بوجود حائط حوله بطول 2.3 متر وفوقه سياج بطول 2.5 متر ويمتاز ذلك الملعب بان الكرة لا تتوقف ابدا داخله وذلك بهدف زيادة سرعة اللاعبين وسرعة اتخاذهم للقرار في الملعب.[5]
- تضم الميلانيلو طريق بطول 1200 متر يمر بين الاشجار لممارسة تمارين الجري وركوب الدراجات بهدف تاهيل المصابين ورفع مستوى اللياقة البدنية للاعبين.[3]
- المبنى الرئيسي للميلانيلو مكون من طابقين إضافة للطابق الأرضي ويضم المكاتب وغرف اللاعبين وغرفة الطعام والمركز الصحفي والمطبخ وغرف أخرى.
- تضم الميلانيلو مركز لاستقبال الضيوف ويقع بحانب المبنى الرئيسي ويحتضن هذا المركز بعض لاعبي الميلان من فرق الناشئين القادمين من كل أنحاء إيطاليا وأحيانا من خارجها وهؤلاء يذهبون للمدارس في النهار وبعد ذلك يتدربون وينامون داخل الميلانيلو.[6]
- تضم الميلانيلو غرفتين لتغيير الملابس احدهما للفريق الأول والأخرى لفريق الشباب بالنادي وبجانبه قاعة جيمانيزيم تضم احدث الالات والتقنيات الموجودة في العالم لتزيد من لياقة لاعبي الميلان وربما هذا ما يفسر نجاح نجوم الفريق بالأداء بشكل قوي رغم تقدم العمر بهم والامثلة كثيرة ويكفي منها القائد باولو مالديني.[2]
- تضم الميلانيلو مختبر الميلان للقياسات البدنية ويعد المختبر الأول في العالم في مجال قياس معدلات اللياقة البدنية للاعبين وقياسات أخرى في عالم كرة القدم بحيث تمكن المدرب معرفة متى يمكن ان يعود اللاعب المصاب تحديدا وكم ستكون قوة تسديدته ويستقبل المختبر عينات للاعبين من مختلف الاندية الأوروبية.[6]

## وصلات خارجية
- الموقع الرسمي
- الموقع العربي
- نشيد النادي على يوتيوب